# 許昌東駅
許昌東駅（きょしょうひがしえき、中国語: 许昌东站）とは、中華人民共和国・河南省許昌市に位置する中国国家鉄路集団（CR）鄭州局集団公司管轄の鉄道駅である。2012年9月28日に開業し、河南省では鄭州東駅に次いで2番目に規模が大きい駅である。

## 駅構造
許昌東駅は約2万 m2の敷地に建設されている。駅舎は5階建てであり、中心に旅客待合用の大ホールがある。4階建ての中二階が南北にあり、それぞれに切符売り場のある大ホールと事務室、駅出口のホール、旅客サービス室、VIP待合室、機械室が設置されている。6か所のプラットホームに設置されている旅客上屋は約4万 m2をカバーしている。

## 他の交通機関との接続

### エアターミナル
許昌東駅の向かいには、2012年11月29日に正式にオープンした鄭州新鄭国際空港のエアターミナル（候机大楼）がある。これにより、鄭州新鄭国際空港へ向かう乗客は、この駅で下車した後、搭乗前の様々な手続きをこのターミナルで行うことができる上に、空港まで送迎バスで向かうことができる。

### バス
許昌東駅の南側にはバスターミナルがあり、多くの路線バスが発着している。

## 隣の駅
中国鉄路総公司
石武旅客専用線
鄭州東駅 - 新鄭東駅(未開業) - 許昌東駅 - 漯河西駅